# Миланка Средановић
Миланка Средановић (Београд, 26. јул 1942. — Тиват, 15. август 2011) била је српска модна креаторка и сликарка. Позната је по модним колекцијама за највеће куће СФРЈ, као и по сликама са мотивима Боке Которске и иконостасима за локалне цркве.
У браку је била више деценија са стрипским аутором и карикатуристом Лазом Средановићем.

## Образовање
Завршила је Средњу уметничку школу у Херцег-Новом, а затим и Академију примењених уметности у Београду, где је дипломирала на одсеку текстила 1965. у класи професора Драгутина Митриновића.

## Каријера
Одмах након дипломирања постаје члан Удружења ликовних уметника примењених уметности и дизајнера Србије 1965. године. Живела је и радила у Београду и Крашићима код Тивта.
Као модни креатор била је запослена у две водеће конфекцијске куће СФРЈ, „Клуз и „Астибо“, где је правила ауторске колекције. Каријеру дугу скоро три деценије завршила је 1991. године великом модном ревијом у хотелу „Југославија“ у Београду, на којој је присуствовало око три стотине угледних званица.
Велики део свог живота посветила је сликарству. Тематски и жанровски мотиви су јој били мртва природа, цвеће и пејзажи, нарочито надахнути Боком Которском и њеним пределима: Бјелила, Кртоли, Какрце, Крашићи, луштичке маслине... Средановићева је осликала и иконостасе у цркви Св. Јована у Ђурашевићима и цркви Св Петра и Павла у Брглима у Луштици.
Важније изложбе
- „Миланка и Лазо Средановић: Изложба слика, карикатуре и стрипа“, Галерија „Јосип Бепо Бенковић“, Херцег-Нови, 10-25. јул 2012.

## Награде и признања
Као креатор добила је више сајамских признања „Златна кошута“ за женску одећу, „Златно лане“ за дечију одећу, више плакета и диплома за одећу за младе. Три пута је била добитник Плакете УЛУПУДС за ауторске колекције.